# Wally Feiden
Walburga „Wally“ Feiden (* 4. November 1940 in Bockau, Landkreis Neumarkt) ist eine deutsche Politikerin (SPD). Sie war von 2004 bis 2014 Bürgermeisterin der nordrhein-westfälischen Stadt Bad Honnef.

## Leben
Ihr Abitur machte sie 1961 an der Liebfrauenschule Vechta. Ein Studium der Germanistik und Anglistik schloss sie 1967 an der Rheinischen Friedrich-Wilhelms-Universität Bonn bei Benno von Wiese mit dem 1. Staatsexamen ab. Sie betätigte sich journalistisch für die in Bonn von der Deutschen Bischofskonferenz herausgegebene Katholische Wochenzeitung (1967), die Frankfurter Publik (1968 bis 1970), das Bundespresseamt und das Deutsche Rote Kreuz sowie später für die Deutsche Welle (1971 bis 1976), die katholische Zeitschrift Funk-Korrespondenz (1977) und zwischen 1979 und 1994 für die Deutsche Verkehrswacht, das Deutsche Allgemeine Sonntagsblatt und die Frankfurter Rundschau.
Wally Feiden ist verheiratet, hat einen Sohn und eine Tochter und wohnt im Stadtbezirk Aegidienberg.

## Politischer Werdegang

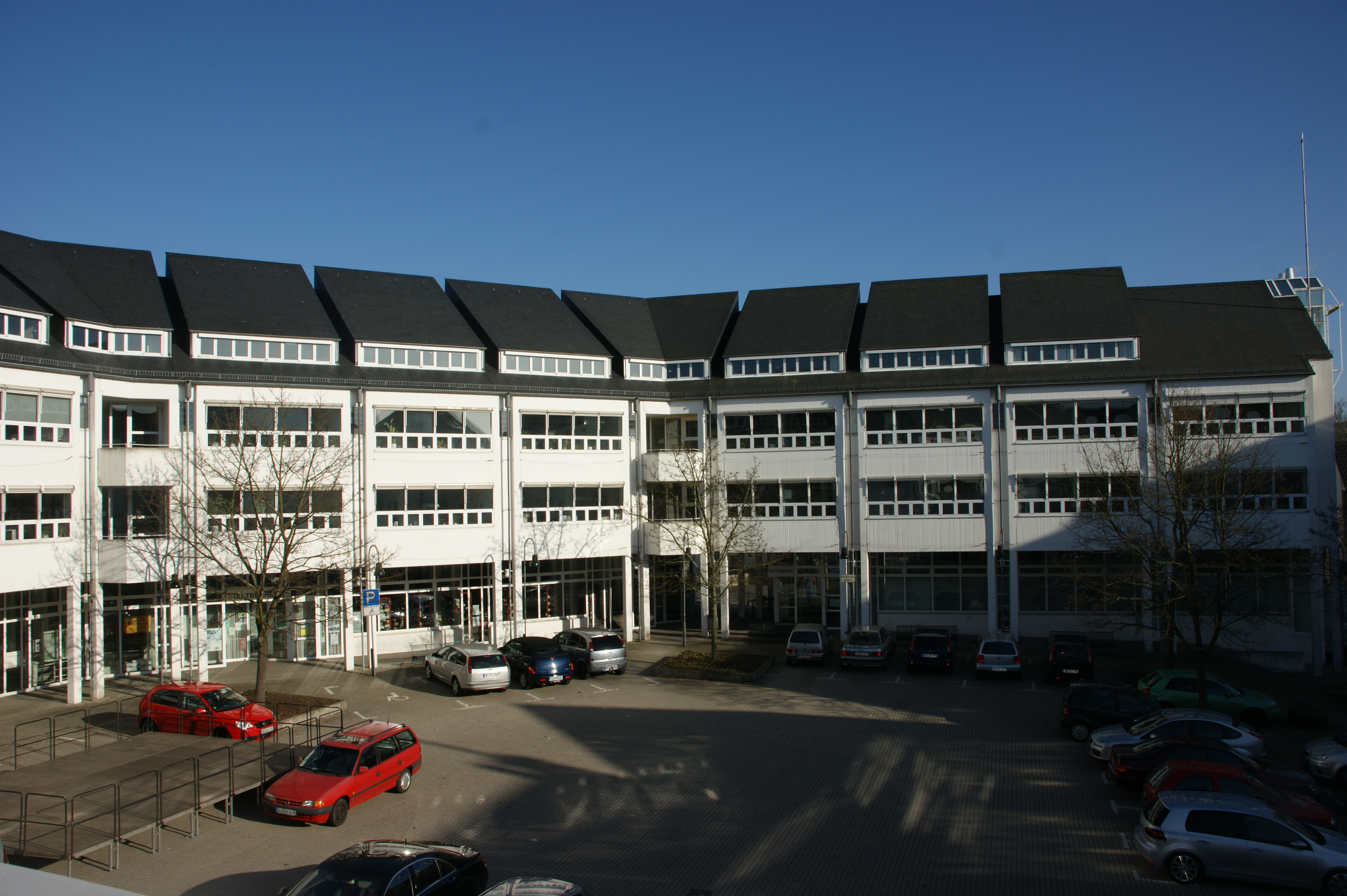
Rathaus von Bad Honnef (2011)

1978 trat sie der SPD bei. Politisch trat sie ab 1979 in Erscheinung, zuerst als Ausschussmitglied des Bad Honnefer Stadtrats und als Vorstandsmitglied des SPD-Ortsvereins, zuständig für die Pressearbeit. Von 1984 bis 2004 war sie Stadträtin, später auch SPD-Fraktionsvorsitzende in Bad Honnef, ab 1994 Erste stellvertretende Bürgermeisterin des damaligen Bürgermeisters Franz Josef Kayser (CDU). Zur Bürgermeisterwahl 1999 trat sie gegen Hans-Peter Brassel (CDU) an, verlor jedoch deutlich. Bei der Bürgermeisterwahl im Rahmen der Kommunalwahl 2004 trat sie erneut gegen den Amtsinhaber Hans-Peter Brassel an. Im ersten Wahlgang unterlag sie mit 33,3 zu 42 Prozent der Stimmen (Wahlbeteiligung 59,6 Prozent). In der zwei Wochen später stattfindenden Stichwahl konnte Wally Feiden sich bei einer Wahlbeteiligung von 50,3 Prozent mit 52,9 zu 47,1 Prozent der Stimmen durchsetzen. Die Bürgermeisterwahl 2008, bei der eine Stichwahl nicht vorgesehen war, gewann sie mit 37,0 Prozent bei einer Wahlbeteiligung von 53,2 Prozent. Die Bürgermeisterwahl war um ein Jahr vorgezogen worden, da Wally Feiden die Altersgrenze für Bürgermeister noch vor der Kommunalwahl 2009 erreicht hatte. Ihr Nachfolger in Bad Honnef wurde 2014 der parteilose Otto Neuhoff.
Während Wally Feidens Amtszeit trat die Stadt Bad Honnef im Dezember 2006 den Mayors for Peace bei.

## Auszeichnungen
- 2014: Dr.-Johann-Christian-Eberle-Medaille, vergeben von Michael Breuer für die mehr als 20-jährige Zugehörigkeit in Verwaltungsrat und weiteren Sparkassen-Gremien[7]
- 2014: Ehrenbürgerschaft und Ehrenring der Stadt Bad Honnef[8]
- 2020: Bundesverdienstkreuz am Bande der Bundesrepublik Deutschland, verliehen durch Landrat Sebastian Schuster[9]